# Dorysthetus solisi
Dorysthetus solisi är en skalbaggsart som beskrevs av Soula 2002. Dorysthetus solisi ingår i släktet Dorysthetus och familjen Rutelidae. Inga underarter finns listade i Catalogue of Life.